# KV48
A tumba KV48 (acrônimo de "King's Valley #48"), no Vale dos Reis em Egito,  continha a múmia de Amenemopet-Pairy irmão de Senefer e vizir do faraó Amenófis II.
A tumba fica próxima à KV35 e contem um corredor que leva a uma pequena câmara destruída da décima oitava dinastia. O piso estava coberto de pedacinhos de calcário e objetos quebrados que incluem um selo com lodo de um papiro e fragmentos da caixa do sarcófago. A tumba foi saqueada na antiguidade.
A múmia desenfachada e quebrada do dono da tumba foi achada com três tijolos com inscrições e alguns ushabtis dando o nome do dono da tumba como Amenemopet.
A tumba encontra-se inacessível.[carece de fontes?]